# Hymenesia tranquebarica
Hymenesia tranquebarica is een keversoort uit de familie bladkevers (Chrysomelidae). De wetenschappelijke naam van de soort werd in 1898 gepubliceerd door Johann Christian Fabricius.